# Marc Ouellet
Pour les articles homonymes, voir Ouellet.
Marc Ouellet, p.s.s., né le 8 juin 1944 à La Motte (Québec, Canada), est un cardinal québécois, primat du Canada et archevêque de Québec de 2003 à 2010 puis préfet du Dicastère pour les évêques et président de la commission pontificale pour l'Amérique latine de 2010 à 2023.

## Biographie

### Jeunesse et formation
Marc Armand Ouellet naît le 8 juin 1944 à La Motte, en Abitibi-Témiscamingue au Québec, le troisième au sein d'une famille de huit enfants. Il est le fils de Pierre Ouellet (né le 31 janvier 1919 à Albanel et mort le 25 février 1988 à La Motte) et de Graziella Michaud (née le 23 mai 1922 à La Motte et morte le 24 février 2015 dans la même municipalité),. L'un de ses frères cadets est l'artiste Paul Ouellet condamné, en 2009, à 15 mois de prison pour agression sexuelle sur mineures,. Marc Ouellet fait ses études collégiales ainsi que deux ans de philosophie à l'École normale d'Amos de 1959 à 1964, à la fin desquelles il reçoit un baccalauréat en pédagogie de l'Université Laval. Ensuite, il poursuit des études théologiques au Grand Séminaire de Montréal de 1964 à 1968 couronnées par une licence en théologie de l'Université de Montréal.
En plus du français, sa langue maternelle, il parle couramment cinq autres langues : l'anglais, l'allemand, l'espagnol, l'italien et le portugais.

### Prêtre et enseignant
Marc Ouellet est ordonné prêtre dans sa paroisse natale de Saint-Luc dans le diocèse d’Amos le 25 mai 1968 et est nommé vicaire à la paroisse Saint-Sauveur de Val-d’Or, fonction qu'il occupe jusqu'en 1970. Il part ensuite pour l'Amérique du Sud, où il apprend l'espagnol et enseigne au Grand Séminaire de Bogotá en Colombie pendant deux ans. En 1972, il se joint à la Compagnie des prêtres de Saint-Sulpice qui dirige le séminaire.
En 1972, il part à Rome en Italie pour obtenir une licence en philosophie de l'université pontificale Saint-Thomas-d'Aquin en 1974. Il retourne ensuite en Colombie, où il devient membre de la direction et professeur au Grand Séminaire de Manizales. En 1976, il revient au Canada pour devenir directeur et enseignant au Grand Séminaire de Montréal. En 1978, il reprend ses études pour compléter un doctorat en théologie dogmatique qui lui est remis par l'Université pontificale grégorienne en 1983.
En 1983, il retourne de nouveau en Colombie pour enseigner au Grand Séminaire de Cali. De 1984 à 1989, il est le recteur du Grand Séminaire de Manizales. En 1990, il devient le recteur du Grand Séminaire de Montréal, puis, en 1994, du Séminaire Saint-Joseph (en) d'Edmonton en Alberta. En 1996, il devient le titulaire de la chaire de théologie dogmatique de l'Institut pontifical Jean-Paul II de l'université pontificale du Latran à Rome, poste qu'il occupe jusqu'en 2002.

### Évêque à la Curie romaine
Le 3 mars 2001, Marc Ouellet est nommé par le pape Jean-Paul II secrétaire du Conseil pontifical pour la promotion de l'unité des chrétiens à la Curie romaine et évêque titulaire d'Acropolis (de). Le 19 mars suivant, il est consacré évêque par Jean-Paul II en la basilique Saint-Pierre de Rome,. Par la suite, il est nommé consulteur pour les congrégations pour la doctrine de la foi et pour le clergé.

### Archevêque de Québec et cardinal

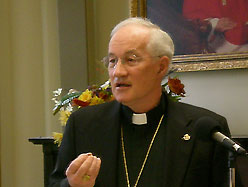
Marc Ouellet au printemps 2008

Le 15 novembre 2002, le pape Jean-Paul II le nomme archevêque de Québec et primat du Canada. Il prend possession de son siège le 26 janvier 2003. Lors du consistoire du 21 octobre 2003, il est créé cardinal par le pape Jean-Paul II avec le titre de cardinal-prêtre de Santa Maria in Traspontina.
En 2005, Marc Ouellet participe au conclave de 2005 qui élit le pape Benoît XVI. En décembre 2007, il consacre solennellement son archidiocèse à Notre-Dame de l'Immaculée Conception.
En 2008, Benoît XVI le nomme rapporteur général de la XIIe assemblée générale ordinaire du synode des évêques. En juin de la même année, il célèbre le congrès eucharistique de Québec. Le 8 février 2008, il est nommé membre du Conseil pontifical pour la culture.

### Préfet du Dicastère pour les évêques

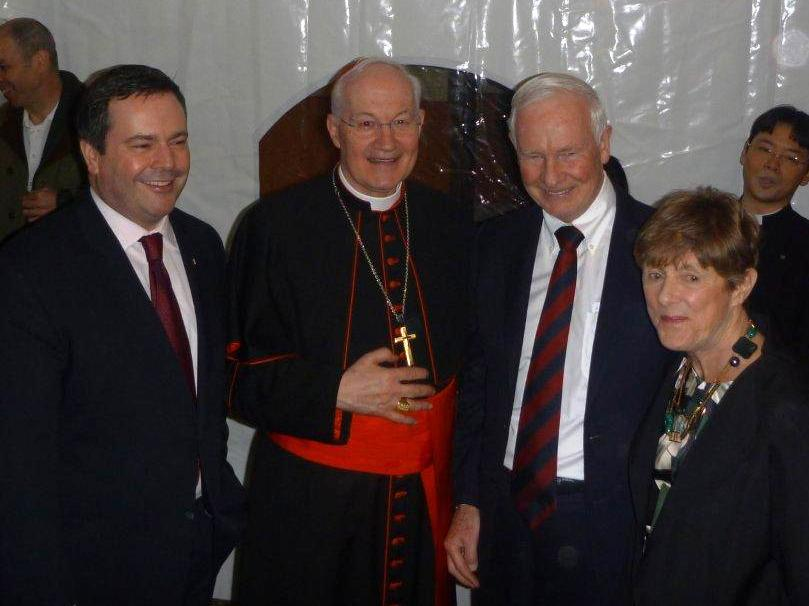
Jason Kenney, Marc Ouellet et David Lloyd Johnston le 18 mars 2013 à la réception du Collège pontifical canadien de Rome en préparation pour l'inauguration du pape François

Le 30 juin 2010, le pape Benoît XVI rappelle Marc Ouellet à la Curie romaine et le nomme à la tête du Dicastère pour les évêques et de la commission pontificale pour l'Amérique latine en remplacement du cardinal Giovanni Battista Re, qui a atteint la limite de 75 ans fixée par le droit canon. Ce dicastère est l'un des plus importants au sein de la Curie romaine, puisque l'ensemble des nominations des évêques dans le monde s'y décide. La nomination de Marc Ouellet est analysée comme étant due à sa proximité avec Benoît XVI. En septembre 2010, il quitte l'archidiocèse de Québec afin de s'installer à Rome. Le 16 octobre 2010, il est nommé au sein du Dicastère pour la Doctrine de la Foi par Benoît XVI.
En juin 2012, à l'occasion d'une visite en Irlande, le cardinal Marc Ouellet demande pardon au nom du pape contre les abus sexuels : « Le pape Benoît XVI m’a demandé, en tant que son représentant [...] de demander le pardon de Dieu pour les abus sexuels commis sur des enfants par des ecclésiastiques, non seulement en Irlande mais partout dans l’Église ».
En mai 2012, Marc Ouellet fait paraître un livre d'entretiens : Actualité et avenir du Concile œcuménique Vatican II. Interrogé par le père Geoffroy de La Tousche, curé d'Elbeuf (Seine-Maritime), le cardinal Ouellet présente sa biographie et reprend les principales constitutions du concile Vatican II. Il conclut ainsi son ouvrage, spécialement à l'adresse des jeunes : « Comme disent les apôtres saint Paul et saint Jean : " Nous savons en qui nous avons cru. Et nous avons connu l'amour ". Nous pouvons donc nous engager à fond dans l'amour pour fonder une famille, ou bien dans la vie consacrée ou dans la vie sacerdotale. Il vaut la peine de s'engager dans l'amour. C'est là que se trouve le bonheur, le sens de la vie. C'est là que nous allons trouver la lumière et apporter à d'autres le bonheur. Il ne suffit pas d'être heureux. Rendons les autres heureux, avec la grâce de Dieu. » (p. 242).
En février 2013, lors de la renonciation du pape, il est considéré par plusieurs vaticanistes et observateurs comme étant papable. Il avait d'ailleurs également été évoqué comme étant un successeur potentiel du pape Jean-Paul II. Il participe au conclave qui élit le pape François.
Le 29 mars 2014, à l'occasion de la confirmation du préfet de la Congrégation pour les instituts de vie consacrée et les sociétés de vie apostolique, il est nommé membre de cette congrégation par le pape François. Le 9 septembre 2014, il est nommé par le souverain pontife père synodal pour la troisième assemblée générale extraordinaire du synode des évêques sur la famille se déroulant du 5 au 19 octobre en qualité de président de la congrégation pour les évêques.
En août 2016, il publie un nouveau livre Famille deviens ce que tu es, dans lequel il explique que juger Amoris lætitia « sur la seule base d’une note de bas de page qui signifierait une rupture de la tradition ecclésiale » apparaît « franchement simpliste, voire outrancier ». Il invite aussi les fidèles à refaire une lecture attentive du texte.
Le 26 juin 2018, par un rescrit au nom du pape François, le cardinal Ouellet est élevé au rang de cardinal-évêque sans diocèse suburbicaire, décision prenant effet au consistoire du 28 juin suivant.
Le 30 janvier 2023, il démissionne de sa fonction de préfet,.
Le 8 juin 2024, ayant atteint l'âge de 80 ans, il est exclus de participation future aux conclaves, notamment celui de 2025 (élection de Léon XIV).

## Prises de position publiques
En 2008, Marc Ouellet affirme que l'enseignement de la doctrine catholique au Québec doit rester au centre des programmes scolaires parce que le catholicisme est la religion de la majorité, estimant que la société québécoise est désorientée sur le plan spirituel.
En avril 2009, il dénonce l'ignorance et le manque d'information sur la religion et les traditions, surtout chez les nouvelles générations, et prône le retour de la catéchèse au lieu du cours d'éthique et culture religieuse. Il affirme également que l'Église catholique est persécutée au Québec parce qu'elle « dit la vérité ».
En mai 2010, Marc Ouellet intervient publiquement trois fois sur le sujet de l'avortement : il fait une allocution devant la Fédération canadienne des sociétés de médecins catholiques à Montréal, il participe à la Marche nationale pour la vie à Ottawa et il est l'invité d'honneur de la Campagne Québec-Vie lors de la Journée internationale de la famille à Québec,,. Ses déclarations soulèvent une polémique au sein de la classe politique québécoise et plusieurs femmes politiques dont Pauline Marois, Marguerite Blais, Christine St-Pierre, Josée Verner et Françoise David expriment leur mécontentement face aux propos du cardinal,.
Toujours en 2010, en quittant ses fonctions d'archevêque de Québec, il exprime publiquement une demande de pardon, espérant pouvoir dire « au revoir dans la paix et la réconciliation » et en ajoutant que « lors de certains débats publics ou à l’occasion de décisions pastorales, je suis conscient que plusieurs personnes ont pu être heurtées ou peinées : le message de la vérité n’est pas toujours bienvenu ; c’est une souffrance pour celui qui écoute et parfois pour le ministre qui l’exprime »».
En avril 2020, il est interviewé par Romilda Ferrauto sur les différents aspects du rôle des femmes dans la formation sacerdotale, dans les communautés paroissiales et plus généralement dans la vie de l'Église, où il favorise une plus grande présence des femmes dans les positions de la hiérarchie de l'Église.

## Affaires impliquant Marc Ouellet

### Affaire Marie Ferréol
En 2021, Marc Ouellet, en tant que préfet du dicastère pour les évêques, supervise une enquête concernant une religieuse de la communauté des Dominicaines du Saint-Esprit, Marie Ferréol. Le dicastère évoque alors une « faute grave » et la maison mère des dominicaines du Saint-Esprit évoque un « problème de comportement et de mauvais esprit ». Marc Ouellet signe alors deux décrets d’exclaustration et un décret de renvoi définitif de Marie Ferréol, en 2020, confirmés par le Vatican, au début de l'année 2021, puis rétractés par le pape François, lui-même, en décembre 2021.
Marc Ouellet a un conflit d'intérêts dans cette affaire en raison de ses « relations privilégiées » avec mère Marie de l'Assomption, une religieuse « en guerre » contre mère Marie Ferréol,. Marc Ouellet entretient également des liens avec l'abbé Nault de l'abbaye Saint-Wandrille de Fontenelle, chargé par le cardinal Ouellet de mener la visite apostolique qui a abouti à l'éviction de la religieuse,,.
Le 3 août 2023, Marie Ferréol engage une action en justice contre Marc Ouellet pour son renvoi qui a été fait sans explication.
Le 3 avril 2024, le tribunal civil de Lorient condamne le cardinal Marc Ouellet, solidairement avec l'association des Dominicaines du Saint-Esprit et les deux visiteurs apostoliques, à verser des indemnités à Marie Ferréol au titre de son préjudice matériel et moral,. Le Vatican indique que la condamnation par un tribunal français de la communauté des dominicaines du Saint-Esprit et du cardinal Marc Ouellet est une « grave violation » de la liberté de religion.

### Allégations d'agressions sexuelles
Dans une action collective de 101 victimes visant l'archidiocèse de Québec, une fidèle[non neutre] allègue que Marc Ouellet a commis une agression sexuelle, des faits qui se seraient déroulés entre 2008 et 2010. À l'époque, la jeune femme avait une vingtaine d'années et Marc Ouellet était archevêque de Québec,. À la suite d'une enquête préliminaire instruite par le prêtre jésuite Jacques Servais, le pape François considère qu'il y a « absence d’éléments suffisants » et décide de ne pas engager une enquête canonique contre Marc Ouellet. Selon le média catholique québécois Présence information religieuse, l'enquête préliminaire est entachée d'un conflit d'intérêts. En effet, Jacques Servais et Marc Ouellet se connaissent et ont travaillé ensemble. Par ailleurs, la plaignante n'a pas été informée des résultats de l'enquête préliminaire. Ces anomalies sont contraires aux règles édictées par le Vatican dans le motu proprio Vos estis lux mundi.
Niant les gestes qui lui sont reprochés, le cardinal poursuit son accusatrice en diffamation. Il s’engage à verser toute éventuelle compensation financière au profit de la lutte contre les violences sexuelles faites aux Autochtones du Canada. Malgré cette plainte à hauteur de 100 000 dollars, la victime alléguée maintient ses accusations. Elle décide par ailleurs de révéler son nom, à savoir Pamela Groleau, et indique : « Voilà plus de deux ans que je me bats contre une institution qui, à coups de menaces et d’intimidation, tente de me faire taire ».
En janvier 2023, la revue Golias Hebdo révèle l’existence d’une autre plainte contre Marc Ouellet, que le cardinal Gérald Lacroix a transmise au pape, en septembre 2020. Cette plainte a été classée sans suite. Comme pour la première plainte, Marc Ouellet nie tout comportement inapproprié à l'égard de cette femme. Peu après, Marc Ouellet démissionne de son poste de préfet du dicastère pour les évêques, en raison de la limite d'âge.
En juin 2023, d'autres gestes inappropriés[Lesquels ?] sont révélés par la presse.

## Devise et blason
La devise du cardinal Marc Ouellet est Ut unum sint qui signifie « Qu'ils soient un », tirée de l'Évangile selon Jean
| Blason | Blasonnement : D’azur à la croix ancrée d’or sur une montagne de trois coupeaux d’argent accostées d’une fleur de lys d’or à dextre et d’une fleur de lys d’argent à senestre. |

## Distinctions
- Médaille du jubilé de diamant d'Élisabeth II (Canada)
- Grand-croix de l'ordre de Vasco Núñez de Balboa (Panama)
- Chevalier grand-croix de l'ordre équestre du Saint-Sépulcre de Jérusalem (Vatican)

## Publications
- Dieu plus merveilleux que les rêves, Éditions Anne Sigier, 24 février 2004, 304 pages (ISBN 978-2-89129-447-8)
- Divine ressemblance : le mariage et la famille dans la mission de l'Église, Québec/Paray-le-Monial, Anne Sigier, 2006, 311 p. (ISBN 978-2-89129-507-9)
- Actualité et avenir du concile œcuménique Vatican II, Dijon, L'échelle de Jacob, coll. « Visages », juin 2012, 245 pages (ISBN 978-2-35968-030-0)
- Famille deviens ce que tu es !, Parole et Silence, 25 août 2016, 160 p. (EAN 9782889188659)